# شیرحصار (کنویست)
شیرحصار روستایی در دهستان کنویست بخش مرکزی شهرستان مشهد استان خراسان رضوی ایران است.

## جمعیت
بر پایه سرشماری عمومی نفوس و مسکن در سال ۱۳۹۵ جمعیت این روستا ۹۳۶ نفر (۲۶۰خانوار) بوده‌است.